# Cavalier (Dakota du Nord)
Pour les articles homonymes, voir Cavalier.
Ne pas confondre avec le comté situé dans le même État, le comté de Cavalier.
La ville de Cavalier est le siège du comté de Pembina, dans l’État du Dakota du Nord, aux États-Unis. Sa population, qui s’élevait à 1 302 habitants lors du recensement de 2010, est estimée à 1 238 habitants en 2019. C’est la localité la plus peuplée du comté.
La base militaire Cavalier Air Force Station est située dans les environs.

## Géographie
Cavalier est baignée par la Tongue River.

## Histoire
Cavalier a été fondée en 1875 et incorporée en tant que city en 1902, elle est devenue le siège du comté en 1911 (le comté a été créé en 1867). Un bureau de poste a ouvert en 1877.
La localité a été nommée en hommage à Charles Cavileer, un des premiers colons du comté de Pembina. L’erreur dans l’orthographe du nom de la ville n’a jamais été rectifiée.

## Démographie
| Groupe            | Cavalier | Dakota du Nord | États-Unis |
| ----------------- | -------- | -------------- | ---------- |
| Blancs            | 95,4     | 90,0           | 72,4       |
| Amérindiens       | 2,2      | 5,4            | 0,9        |
| Métis             | 1,9      | 1,8            | 2,9        |
| Autres            | 0,5      | 2,8            | 23,8       |
| Total             | 100      | 100            | 100        |
|                   |          |                |            |
| Latino-Américains | 2,7      | 2,0            | 16,7       |

En 2010, la population amérindienne est composée d'Ojibwés (1,5 % de la population totale de la ville) et de Sioux (0,4 %).
Selon l’American Community Survey, pour la période 2011-2015, 95,73 % de la population âgée de plus de 5 ans déclare parler l’anglais à la maison, 1,31 % déclare parler le norvégien ou l’islandais, 1,22 % l’espagnol, 0,70 % l’allemand, 0,70 % le français et 0,35 % le japonais.
Pour la période 2012-2016, 7,5 % des habitants ont déclaré être d’origine islandaise.
| 1900 | 1910 | 1920 | 1930 | 1940  | 1950  |
| ---- | ---- | ---- | ---- | ----- | ----- |
| 671  | 652  | 819  | 850  | 1 105 | 1 459 |

| 1960  | 1970  | 1980  | 1990  | 2000  | 2010  |
| ----- | ----- | ----- | ----- | ----- | ----- |
| 1 423 | 1 381 | 1 505 | 1 508 | 1 537 | 1 302 |

## Climat
| Mois                              | jan.  | fév.  | mars  | avril | mai  | juin | jui. | août | sep. | oct. | nov. | déc. |
| --------------------------------- | ----- | ----- | ----- | ----- | ---- | ---- | ---- | ---- | ---- | ---- | ---- | ---- |
| Température minimale moyenne (°C) | −20,5 | −17,8 | −10,1 | −1,5  | 4,8  | 10,8 | 13,2 | 11,7 | 6,3  | −0,3 | −8,6 | −17  |
| Température maximale moyenne (°C) | −9,9  | −6,9  | −0,4  | 10,8  | 18,7 | 23,2 | 25,7 | 25,5 | 19,9 | 11,4 | 1,1  | −7,4 |

## Musées
Cavalier compte deux musées :
- Pembina County Historical Museum
- Pioneer Heritage Museum (dans Icelandic State Park)

## Galerie photographique

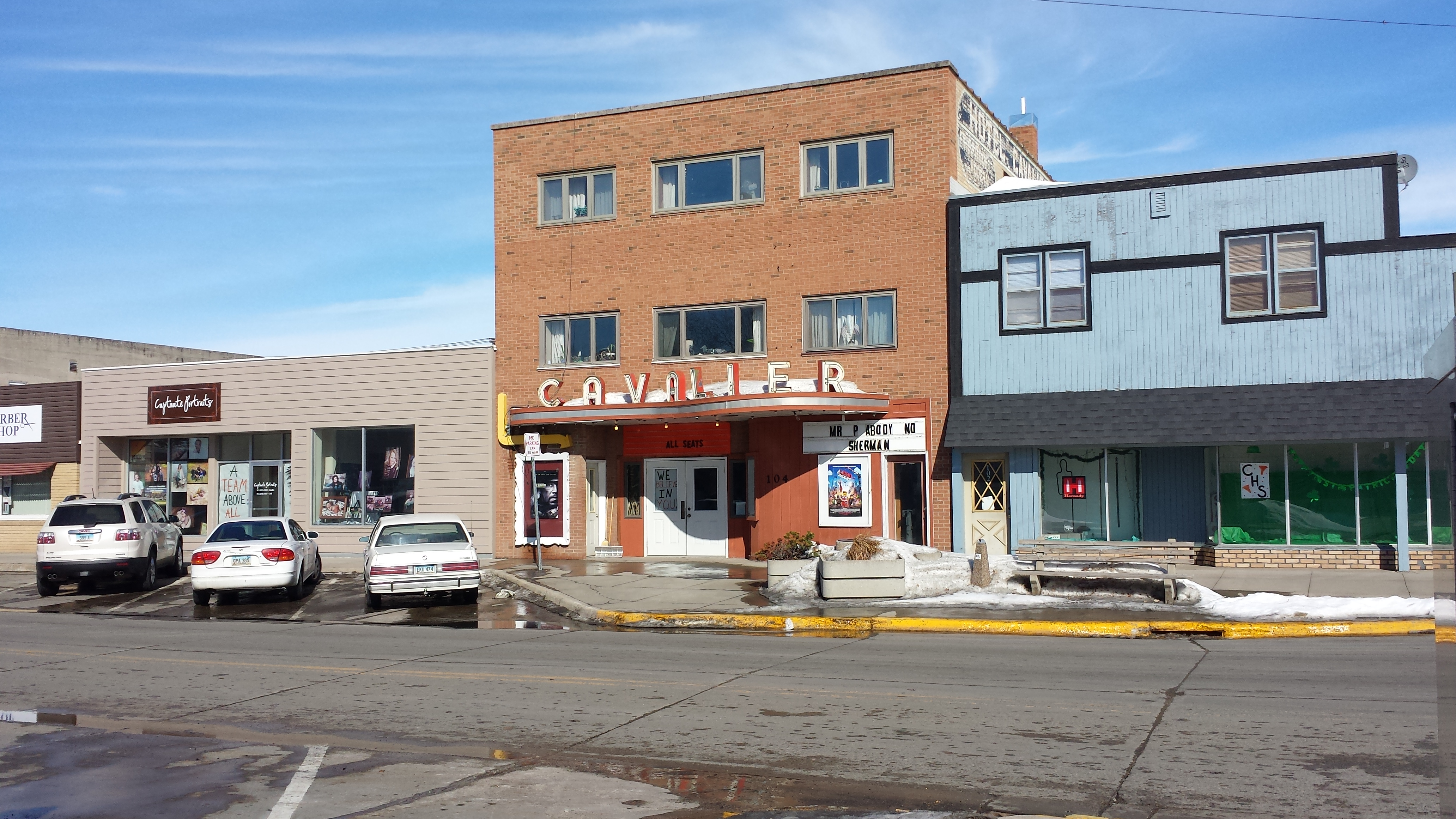
Main Street en 2014
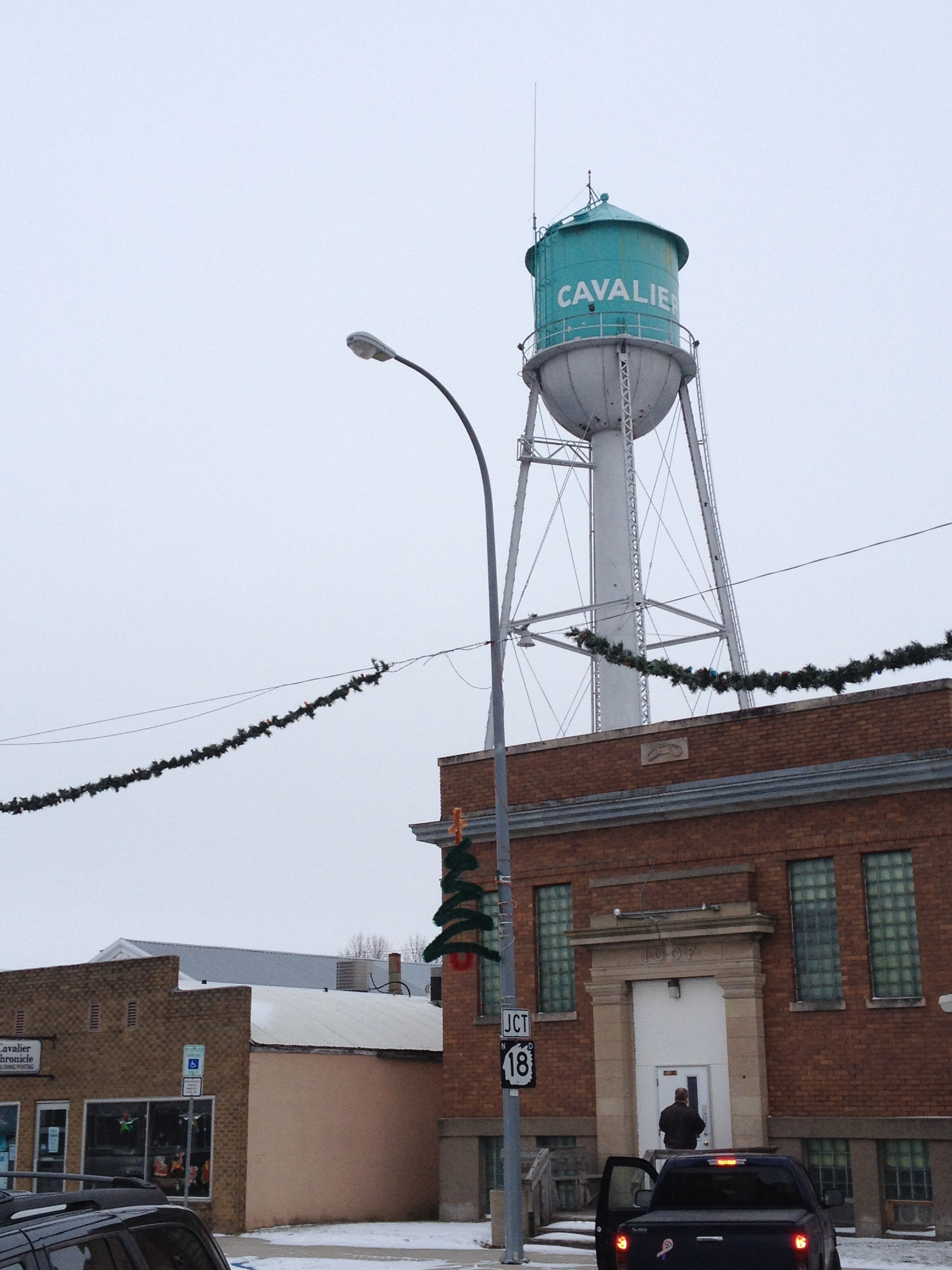
Cavalier en 2013
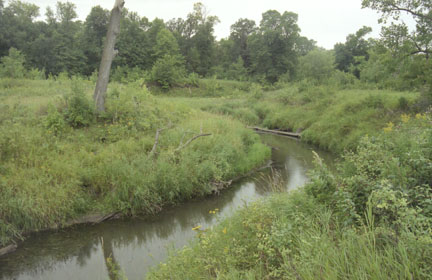
La Tongue River
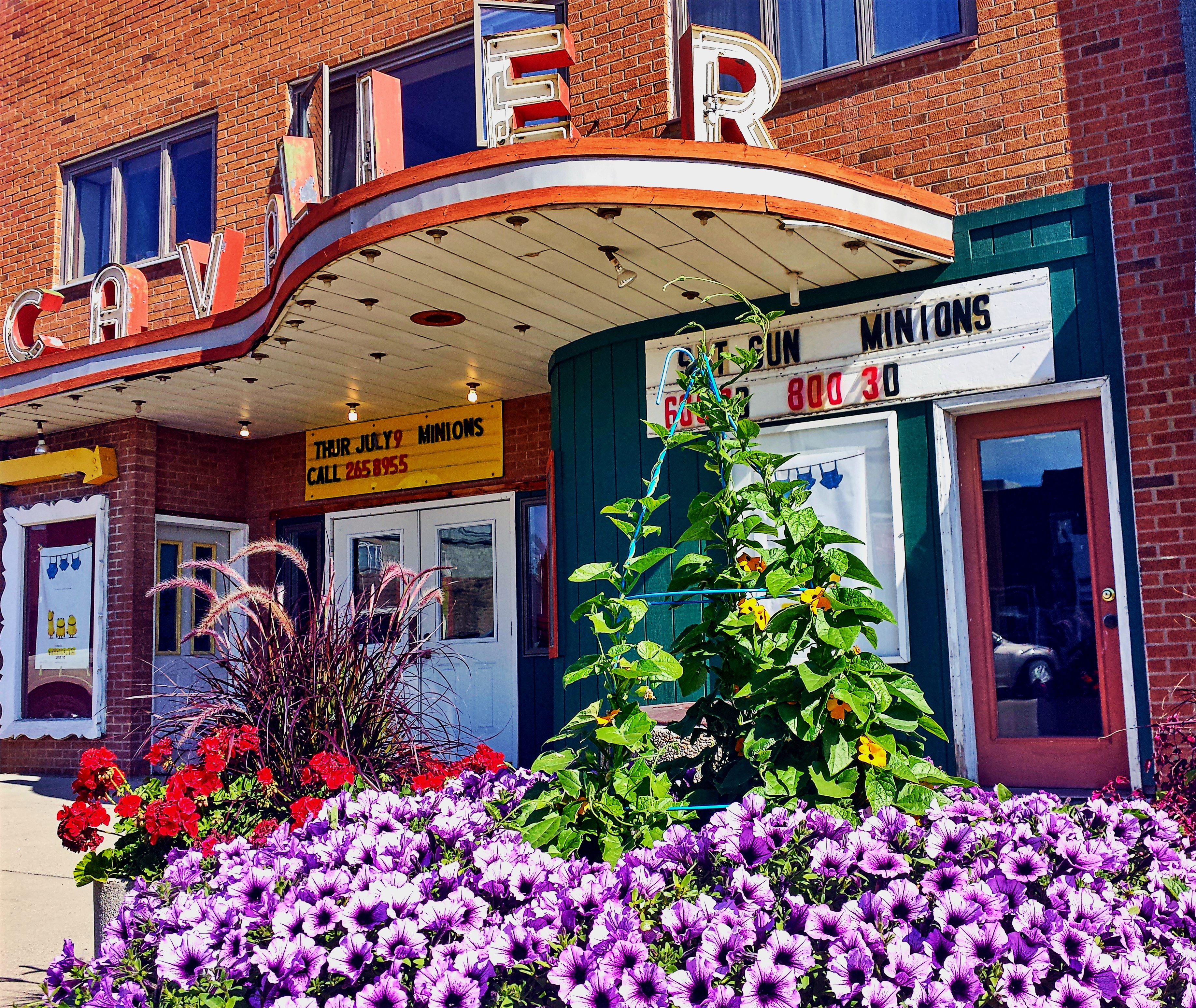
Le cinéma de Cavalier
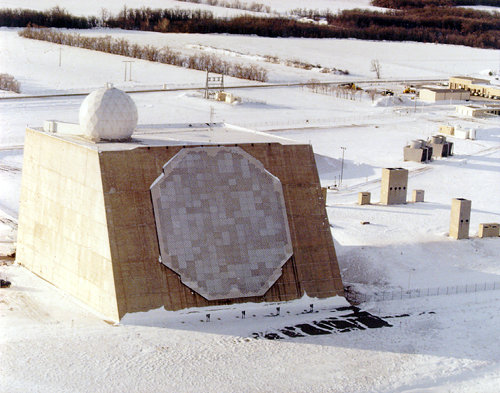
Cavalier Air Force Station